# Parti d'action
Le Parti d'action (en italien Partito d'Azione), abrégé en PdA, était un parti politique italien.

## Histoire

### Le PdA de 1853 à 1867
Le premier parti d'action italien est créé par Giuseppe Mazzini en 1853.
Parmi ses objectifs, se trouvent les élections au suffrage universel, la liberté de la presse et de pensée, la responsabilité des gouvernements devant le peuple. Le parti soutient les actions de Giuseppe Garibaldi mais il est dissous après la défaite de l'Aspromonte (1862) et à Mentana (1867). Après la réalisation de l'unité italienne, les membres du parti créèrent la gauche historique de Agostino Depretis.
Le parti d'action de Mazzini inspire la pensée politique de Piero Gobetti et Carlo Rosselli du Parti d'action de 1942 et du parti républicain italien.

### Le PdA de 1942 à 1947
Le parti d'action renaît en juillet 1942, d'orientation radicale, républicaine et socialiste modérée ; il a une durée brève car il est dissous en 1947. Ses membres sont appelés les « actionnistes » (azionisti) et son organe de presse officiel est L'Italia libera.

#### Avant la création
Les racines contemporaines du parti émanent surtout du mouvement clandestin antifasciste de Giustizia e Libertà, créé par les frères Carlo et Nello Rosselli lors de leur exil en France, avec l'intention de réunir tout l'anti-fascisme non communiste et non catholique. Le mouvement subit de dures persécutions (les frères Rosselli sont assassinés) de la part de la police fasciste et de l'OVRA. Après la chute de Benito Mussolini et l'invasion nazie de l'Italie, les membres de Giustizia e Libertà participent à la résistance avec la brigade Rosselli et la brigade Giustizia e Libertà. Le parti d'action est un des sept partis du Comité de libération nationale.

#### Le gouvernement Parri
La guerre finie, le parti d'action participe aux négociations pour la naissance d'un gouvernement d'unité nationale qui dirige la reconstruction démocratique et économique de l'Italie. Il adhère au gouvernement d'Ivanoe Bonomi, puis il obtient en juin 1945 la présidence du Conseil avec Ferruccio Parri, président du parti. C'est le point culminant de l'action du parti, et la chute du gouvernement en novembre 1945 provoque l'inexorable déclin. Au cours de cette période, le parti essaie d'associer des intellectuels républicains, libéral-socialistes et radicaux.

#### La concentration démocratique et les élections de 1946
Au premier congrès de février 1946 apparaissent clairement les divisions internes du P.d'A. : le parti approuve l'adhésion à la constitution de l'assemblée constituante mais les divisions entre les deux principaux courants s'accentuent ; la tendance radical-démocratique, emmené par Ugo La Malfa, après un échange avec Emilio Lussu qui commande la tendance socialiste, abandonne le parti, donnant naissance à la Concentration démocratique (Concentrazione Democratica) qui devient le Parti républicain italien. La division est un coup dur pour le P.d'A et les élections du 2 juin 1946 sont un échec total : il obtient à peine 1,5 % des voix alors que les prévisions lui donnaient 10 %.

#### La dissolution
Un second congrès est convoqué en avril 1947 avec l'objectif de relancer le parti, combler le trou laissé par le départ des républicains et élire une nouvelle équipe dirigeante. Les dissensions internes sur des thèmes importants, en particulier la participation au gouvernement de Alcide De Gasperi, émergent de nouveau. Dans l'impossibilité d'aller de l'avant, formé d'une élite intellectuelle incapable de se rapprocher des masses (ce que le résultat des élections a mis en évidence), le parti est dissous. Ses membres adhèrent surtout au parti socialiste italien, d'autres au parti républicain italien, d'autres sont parmi les créateurs du parti radical. En Sardaigne, Emilio Lussu donne naissance au Parti sarde d'action.

#### Idéologie
Le parti se proposait comme objectif principal la réalisation d'un projet d'égalité politique, accompagné de justice sociale et d'une foi très profonde en la démocratie et en la liberté. Inspirés par Mazzini et Cattaneo plutôt que par Marx et Gramsci, ils avaient comme idéal l'Europe et prônaient une organisation décentralisée et fédérative de l'Italie. Ils sentaient la nécessité de constituer une formation politique antifasciste à mi-distance entre la démocratie chrétienne, vue comme immobile, et les partis d'obédience marxiste, avec lesquels les actionnistes étaient en désaccord vu leur position sur la propriété privée et leur conception centralisatrice de l'État italien.

#### Les sept points
Le 4 juin 1942, pendant la réunion de la création du parti, les sept points contenant les indications d'un futur ordre réformateur sont élaborés :
- constitution d'une république parlementaire avec une classique division des pouvoirs ;
- régionalisme ;
- nationalisation des grands complexes industriels ;
- réforme agraire ;
- liberté syndicale ;
- laïcité de l'État et séparation de l'État et de l'Église ;
- proposition d'une fédération européenne des États démocratiques.

Adhèrent au parti d'action, après avoir créé en 1943 le mouvement fédéraliste européen (Movimento Federalista Europeo), Ernesto Rossi et Altiero Spinelli. Le premier devient sous-secrétaire à la reconstruction dans le gouvernement de Ferruccio Parri et président de l'Arar (Azienda Rilievo Alienazione Residuati) jusqu'en 1958.

#### Liste des principaux membres
- Riccardo Bauer
- Norberto Bobbio
- Andrea Caffi
- Piero Calamandrei
- Guido Calogero
- Aldo Capitini
- Nicola Chiaromonte
- Carlo Azeglio Ciampi
- Tristano Codignola
- Enrico Cuccia
- Guido De Ruggiero
- Guido Dorso
- Enzo Enriques Agnoletti
- Vittorio Foa
- Ettore Gallo
- Aldo Garosci
- Antonio Giuriolo
- Ugo La Malfa
- Primo Levi
- Riccardo Lombardi
- Emilio Lussu
- Raffaele Mattioli
- Luigi Meneghello
- Massimo Mila
- Eugenio Montale
- Ferruccio Parri
- Ernesto Rossi
- Manlio Rossi Doria
- Joyce Salvadori Lussu
- Gaetano Salvemini
- Carlo Sforza
- Altiero Spinelli
- Giorgio Spini
- Alberto Tarchiani
- Adolfo Tino
- Silvio Trentin
- Leo Valiani
- Franco Venturi
- Paolo Vittorelli
- Edoardo Volterra
- Bruno Zevi

### Le PdA aujourd'hui
De nos jours la « tradition » est reprise par le Nouveau Parti d'action, créé en 2005, et le Parti d'action libéral-socialiste, créé en 1998 par Bruno Zevi et Nicola Terraciano ; et son idéologie est présente de façon diffuse dans les partis laïcs.
La devise « Giustizia e libertà » a donné le nom de l'association « Libertà è Giustizia », dirigée par Sandra Bonsanti dont ont fait partie Umberto Eco et Enzo Biagi. Cependant, les statuts de l'association ne font pas référence aux idées du Parti d'action.